# Jokijärvi och Alimmainen
Jokijärvi och Alimmainen är en sjö i Finland. Den ligger i kommunen Rautavaara i landskapet Norra Savolax, i den centrala delen av landet, 400 km nordost om huvudstaden Helsingfors. Jokijärvi och Alimmainen ligger 179,8 meter över havet. Den är 11,66 meter djup. Arean är 63,7 hektar och strandlinjen är 8,92 kilometer lång. Sjön  ingår i Vuoksens huvudavrinningsområde.   I omgivningarna runt Jokijärvi och Alimmainen växer i huvudsak barrskog.